# Senatori della XVII legislatura della Repubblica Italiana
Questo elenco riporta i nomi dei senatori della XVII legislatura della Repubblica Italiana dopo le elezioni politiche del 2013.
Eletto il 16.03.2013, Presidente del Senato della Repubblica è il senatore Pietro Grasso.

## Consistenza dei gruppi

Composizione del Senato della Repubblica:
Partito Democratico
Forza Italia
Area Popolare (NCD-UDC)
Movimento 5 Stelle
Per le Autonomie (SVP, UV, PATT, UPT) - PSI
Grandi Autonomie e Libertà
Conservatori, Riformisti italiani
Lega Nord e Autonomie
Gruppo misto

Partito Democratico
     Forza Italia
     Area Popolare (NCD-UDC)
     Movimento 5 Stelle
     Per le Autonomie (SVP, UV, PATT, UPT) - PSI
     Grandi Autonomie e Libertà
     Conservatori, Riformisti italiani
     Lega Nord e Autonomie
     Gruppo misto
| Gruppi                                                                          | Inizio | Fine 2013 | Fine 2014 | Fine 2015 | Fine 2016 | Fine 2017 | 2018 |
| ------------------------------------------------------------------------------- | ------ | --------- | --------- | --------- | --------- | --------- | ---- |
| Partito Democratico                                                             | 106    | 108       | 109       | 112       | 113       | 98        | 97   |
| Il Popolo della Libertà / Forza Italia-Il Popolo della Libertà XVII legislatura | 91     | 60        | 60        | 41        | 42        | 43        | 44   |
| Movimento 5 Stelle                                                              | 54     | 50        | 39        | 36        | 35        | 35        | 35   |
| Scelta Civica con Monti per l'Italia                                            | 21     | 8         | 7         | -         | -         | -         | -    |
| Lega Nord e Autonomie                                                           | 16     | 15        | 15        | 12        | 12        | 11        | 11   |
| Per le Autonomie (SVP, UV, PATT, UPT) - PSI - MAIE                              | 10     | 12        | 16        | 20        | 19        | 18        | 18   |
| Grandi Autonomie e Libertà (GS, Direzione Italia, PpI) - UDC                    | 10     | 11        | 15        | 15        | 14        | 17        | 14   |
| Area Popolare (NCD-Centristi per l'Europa)                                      | -      | 31        | 36        | 31        | 29        | 24        | 24   |
| Per l'Italia                                                                    | -      | 12        | -         | -         | -         | -         | -    |
| Alleanza Liberalpopolare-Autonomie                                              | -      | -         | -         | 17        | 18        | 14        | 12   |
| Articolo 1 - Movimento Democratico e Progressista -Liberi e Uguali              | -      | -         | -         | -         | -         | 16        | 16   |
| Noi con l'Italia                                                                | -      | -         | -         | -         | -         | 11        | 11   |
| Federazione della Libertà (IDeA-PLI)                                            | -      | -         | -         | -         | -         | 10        | 10   |
| Misto                                                                           | 11     | 14        | 23        | 27        | 28        | 34        | 27   |
| • Sinistra Italiana - Sinistra Ecologia Libertà - Liberi e Uguali               | 7      | 7         | 7         | 7         | 8         | 7         | 7    |
| • Fratelli d'Italia - Alleanza Nazionale                                        | -      | -         | -         | -         | -         | 1         | 2    |
| • UDC                                                                           | -      | -         | -         | -         | -         | 4         | -    |
| • Insieme per l'Italia                                                          | -      | -         | -         | -         | 2         | 2         | 2    |
| • Fare!                                                                         | -      | -         | -         | 3         | 3         | 3         | -    |
| • Movimento X                                                                   | -      | -         | 4         | 2         | 1         | 1         | 1    |
| • Italia dei Valori                                                             | -      | -         | -         | 2         | 3         | 3         | 2    |
| • Liguria Civica                                                                | -      | -         | 1         | 1         | 1         | 1         | 1    |
| • Federazione dei Verdi                                                         | -      | -         | -         | -         | 1         | 1         | -    |
| • Non iscritti                                                                  | 4      | 4         | 9         | 10        | 9         | 11        | 12   |
| Totale                                                                          | 319    | 321       | 320       | 321       | 320       | 320       | 321  |

## Composizione storica
| Senatore                           | Circoscrizione                          | Gruppo (partito) | Gruppo (partito)                  |
| ---------------------------------- | --------------------------------------- | ---------------- | --------------------------------- |
| Piero Aiello                       | Calabria                                |                  | Il Popolo della Libertà           |
| Alberto Airola                     | Piemonte                                |                  | Movimento 5 Stelle                |
| Donatella Albano                   | Liguria                                 |                  | Partito Democratico               |
| Maria Elisabetta Alberti Casellati | Veneto                                  |                  | Il Popolo della Libertà           |
| Gabriele Albertini                 | Lombardia                               |                  | Scelta Civica per l'Italia        |
| Bruno Alicata                      | Sicilia                                 |                  | Il Popolo della Libertà           |
| Silvana Amati                      | Marche                                  |                  | Partito Democratico               |
| Francesco Maria Amoruso            | Puglia                                  |                  | Il Popolo della Libertà           |
| Giulio Andreotti                   | A vita                                  |                  | Per le Autonomie                  |
| Ignazio Angioni                    | Sardegna                                |                  | Partito Democratico               |
| Fabiola Anitori                    | Lazio                                   |                  | Movimento 5 Stelle                |
| Francesco Aracri                   | Lazio                                   |                  | Il Popolo della Libertà           |
| Paolo Arrigoni                     | Lombardia                               |                  | Lega Nord                         |
| Bruno Astorre                      | Lazio                                   |                  | Partito Democratico               |
| Andrea Augello                     | Lazio                                   |                  | Il Popolo della Libertà           |
| Antonio Azzollini                  | Puglia                                  |                  | Il Popolo della Libertà           |
| Lucio Barani                       | Lombardia                               |                  | Grandi Autonomie e Libertà (NPSI) |
| Giovanni Barozzino                 | Basilicata                              |                  | Gruppo misto/SEL                  |
| Lorenzo Battista                   | Friuli-Venezia Giulia                   |                  | Movimento 5 Stelle                |
| Raffaela Bellot                    | Veneto                                  |                  | Lega Nord                         |
| Alessandra Bencini                 | Toscana                                 |                  | Movimento 5 Stelle                |
| Hans Berger                        | Trentino-Alto Adige (Bressanone)        |                  | Per le Autonomie (SVP)            |
| Silvio Berlusconi                  | Molise                                  |                  | Il Popolo della Libertà           |
| Anna Maria Bernini                 | Emilia-Romagna                          |                  | Il Popolo della Libertà           |
| Ornella Bertorotta                 | Sicilia                                 |                  | Movimento 5 Stelle                |
| Maria Teresa Bertuzzi              | Emilia-Romagna                          |                  | Partito Democratico               |
| Amedeo Bianco                      | Sicilia                                 |                  | Partito Democratico               |
| Laura Bianconi                     | Emilia-Romagna                          |                  | Grandi Autonomie e Libertà (PdL)  |
| Laura Bignami                      | Lombardia                               |                  | Movimento 5 Stelle                |
| Giovanni Bilardi                   | Calabria                                |                  | Grandi Autonomie e Libertà (GS)   |
| Patrizia Bisinella                 | Veneto                                  |                  | Lega Nord                         |
| Massimo Bitonci                    | Veneto                                  |                  | Lega Nord                         |
| Rosetta Enza Blundo                | Abruzzo                                 |                  | Movimento 5 Stelle                |
| Bernabò Bocca                      | Friuli-Venezia Giulia                   |                  | Il Popolo della Libertà           |
| Fabrizio Bocchino                  | Sicilia                                 |                  | Movimento 5 Stelle                |
| Paolo Bonaiuti                     | Lombardia                               |                  | Il Popolo della Libertà           |
| Sandro Bondi                       | Lombardia                               |                  | Il Popolo della Libertà           |
| Anna Cinzia Bonfrisco              | Veneto                                  |                  | Il Popolo della Libertà           |
| Daniele Gaetano Borioli            | Piemonte                                |                  | Partito Democratico               |
| Laura Bottici                      | Toscana                                 |                  | Movimento 5 Stelle                |
| Claudio Broglia                    | Emilia-Romagna                          |                  | Partito Democratico               |
| Francesco Bruni                    | Puglia                                  |                  | Il Popolo della Libertà           |
| Donato Bruno                       | Puglia                                  |                  | Il Popolo della Libertà           |
| Filippo Bubbico                    | Basilicata                              |                  | Partito Democratico               |
| Maurizio Buccarella                | Puglia                                  |                  | Movimento 5 Stelle                |
| Elisa Bulgarelli                   | Emilia-Romagna                          |                  | Movimento 5 Stelle                |
| Roberto Calderoli                  | Lombardia                               |                  | Lega Nord                         |
| Massimo Caleo                      | Liguria                                 |                  | Partito Democratico               |
| Giacomo Caliendo                   | Lombardia                               |                  | Il Popolo della Libertà           |
| Francesco Campanella               | Sicilia                                 |                  | Movimento 5 Stelle                |
| Stefano Candiani                   | Lombardia                               |                  | Lega Nord                         |
| Laura Cantini                      | Toscana                                 |                  | Partito Democratico               |
| Rosaria Capacchione                | Campania                                |                  | Partito Democratico               |
| Enrico Cappelletti                 | Veneto                                  |                  | Movimento 5 Stelle                |
| Franco Cardiello                   | Campania                                |                  | Il Popolo della Libertà           |
| Valeria Cardinali                  | Umbria                                  |                  | Partito Democratico               |
| Antonio Stefano Caridi             | Calabria                                |                  | Il Popolo della Libertà           |
| Franco Carraro                     | Emilia-Romagna                          |                  | Il Popolo della Libertà           |
| Monica Casaletto                   | Lombardia                               |                  | Movimento 5 Stelle                |
| Pier Ferdinando Casini             | Campania                                |                  | Scelta Civica per l'Italia (UdC)  |
| Massimo Cassano                    | Puglia                                  |                  | Il Popolo della Libertà           |
| Felice Casson                      | Veneto                                  |                  | Partito Democratico               |
| Gianluca Castaldi                  | Abruzzo                                 |                  | Movimento 5 Stelle                |
| Nunzia Catalfo                     | Sicilia                                 |                  | Movimento 5 Stelle                |
| Gian Marco Centinaio               | Lombardia                               |                  | Grandi Autonomie e Libertà (LN)   |
| Remigio Ceroni                     | Marche                                  |                  | Il Popolo della Libertà           |
| Massimo Cervellini                 | Lazio                                   |                  | Gruppo misto/SEL                  |
| Federica Chiavaroli                | Abruzzo                                 |                  | Il Popolo della Libertà           |
| Vannino Chiti                      | Piemonte                                |                  | Partito Democratico               |
| Carlo Azeglio Ciampi               | A vita                                  |                  | Gruppo misto/Non iscritti         |
| Lello Ciampolillo                  | Puglia                                  |                  | Movimento 5 Stelle                |
| Andrea Cioffi                      | Campania                                |                  | Movimento 5 Stelle                |
| Monica Cirinnà                     | Lazio                                   |                  | Partito Democratico               |
| Roberto Giuseppe Guido Cociancich  | Lombardia                               |                  | Partito Democratico               |
| Stefano Collina                    | Emilia-Romagna                          |                  | Partito Democratico               |
| Emilio Colombo                     | A vita                                  |                  | Per le Autonomie                  |
| Francesco Colucci                  | Lombardia                               |                  | Il Popolo della Libertà           |
| Silvana Andreina Comaroli          | Lombardia                               |                  | Lega Nord                         |
| Luigi Compagna                     | Campania                                |                  | Grandi Autonomie e Libertà (PdL)  |
| Giuseppe Compagnone                | Campania                                |                  | Grandi Autonomie e Libertà (MpA)  |
| Nunziante Consiglio                | Lombardia                               |                  | Lega Nord                         |
| Franco Conte                       | Veneto                                  |                  | Il Popolo della Libertà           |
| Riccardo Conti                     | Lombardia                               |                  | Il Popolo della Libertà           |
| Paolo Corsini                      | Lombardia                               |                  | Partito Democratico               |
| Roberto Cotti                      | Sardegna                                |                  | Movimento 5 Stelle                |
| Vito Crimi                         | Lombardia                               |                  | Movimento 5 Stelle                |
| Jonny Crosio                       | Lombardia                               |                  | Grandi Autonomie e Libertà (LN)   |
| Giuseppe Cucca                     | Sardegna                                |                  | Partito Democratico               |
| Vincenzo Cuomo                     | Campania                                |                  | Partito Democratico               |
| Erica D'Adda                       | Lombardia                               |                  | Partito Democratico               |
| Antonio D'Alì                      | Sicilia                                 |                  | Il Popolo della Libertà           |
| Mario Dalla Tor                    | Veneto                                  |                  | Il Popolo della Libertà           |
| Gianpiero Dalla Zuanna             | Veneto                                  |                  | Scelta Civica per l'Italia        |
| Luigi D'Ambrosio Lettieri          | Puglia                                  |                  | Il Popolo della Libertà           |
| Vincenzo D'Anna                    | Campania                                |                  | Il Popolo della Libertà           |
| Nico D'Ascola                      | Calabria                                |                  | Il Popolo della Libertà           |
| Michelino Davico                   | Piemonte                                |                  | Lega Nord                         |
| Emilia Grazia De Biasi             | Lombardia                               |                  | Gruppo misto/Non iscritti (PD)    |
| Peppe De Cristofaro                | Campania                                |                  | Gruppo misto/SEL                  |
| Isabella De Monte                  | Friuli-Venezia Giulia                   |                  | Partito Democratico               |
| Loredana De Petris                 | Lazio                                   |                  | Gruppo misto/SEL                  |
| Cristina De Pietro                 | Liguria                                 |                  | Movimento 5 Stelle                |
| Paola De Pin                       | Veneto                                  |                  | Movimento 5 Stelle                |
| Antonio De Poli                    | Veneto                                  |                  | Scelta Civica per l'Italia (UdC)  |
| Domenico De Siano                  | Campania                                |                  | Il Popolo della Libertà           |
| Mauro Del Barba                    | Lombardia                               |                  | Partito Democratico               |
| Benedetto Della Vedova             | Lombardia                               |                  | Scelta Civica per l'Italia (FLI)  |
| Aldo Di Biagio                     | Estero                                  |                  | Scelta Civica per l'Italia (FLI)  |
| Rosa Maria Di Giorgi               | Toscana                                 |                  | Partito Democratico               |
| Salvatore Tito Di Maggio           | Basilicata                              |                  | Scelta Civica per l'Italia        |
| Nerina Dirindin                    | Piemonte                                |                  | Partito Democratico               |
| Sergio Divina                      | Trentino-Alto Adige (Pergine Valsugana) |                  | Lega Nord                         |
| Angela D'Onghia                    | Puglia                                  |                  | Scelta Civica per l'Italia        |
| Daniela Donno                      | Puglia                                  |                  | Movimento 5 Stelle                |
| Giovanni Endrizzi                  | Veneto                                  |                  | Movimento 5 Stelle                |
| Giuseppe Esposito                  | Campania                                |                  | Il Popolo della Libertà           |
| Stefano Esposito                   | Piemonte                                |                  | Partito Democratico               |
| Camilla Fabbri                     | Marche                                  |                  | Partito Democratico               |
| Ciro Falanga                       | Campania                                |                  | Il Popolo della Libertà           |
| Enzo Fasano                        | Campania                                |                  | Il Popolo della Libertà           |
| Elena Fattori                      | Lazio                                   |                  | Movimento 5 Stelle                |
| Emma Fattorini                     | Basilicata                              |                  | Partito Democratico               |
| Nicoletta Favero                   | Piemonte                                |                  | Partito Democratico               |
| Claudio Fazzone                    | Lazio                                   |                  | Il Popolo della Libertà           |
| Valeria Fedeli                     | Toscana                                 |                  | Partito Democratico               |
| Elena Ferrara                      | Piemonte                                |                  | Partito Democratico               |
| Mario Ferrara                      | Sicilia                                 |                  | Grandi Autonomie e Libertà (GS)   |
| Marco Filippi                      | Toscana                                 |                  | Partito Democratico               |
| Rosanna Filippin                   | Veneto                                  |                  | Partito Democratico               |
| Anna Finocchiaro                   | Puglia                                  |                  | Partito Democratico               |
| Elena Fissore                      | Piemonte                                |                  | Partito Democratico               |
| Emilio Floris                      | Sardegna                                |                  | Il Popolo della Libertà           |
| Roberto Formigoni                  | Lombardia                               |                  | Il Popolo della Libertà           |
| Federico Fornaro                   | Piemonte                                |                  | Partito Democratico               |
| Vittorio Fravezzi                  | Trentino-Alto Adige (Rovereto)          |                  | Per le Autonomie (UpT)            |
| Serenella Fucksia                  | Marche                                  |                  | Movimento 5 Stelle                |
| Luigi Gaetti                       | Lombardia                               |                  | Movimento 5 Stelle                |
| Paolo Galimberti                   | Lombardia                               |                  | Il Popolo della Libertà           |
| Adele Gambaro                      | Emilia-Romagna                          |                  | Movimento 5 Stelle                |
| Massimo Garavaglia                 | Lombardia                               |                  | Lega Nord                         |
| Maurizio Gasparri                  | Lazio                                   |                  | Il Popolo della Libertà           |
| Maria Grazia Gatti                 | Toscana                                 |                  | Partito Democratico               |
| Antonio Gentile                    | Calabria                                |                  | Il Popolo della Libertà           |
| Niccolò Ghedini                    | Veneto                                  |                  | Il Popolo della Libertà           |
| Rita Ghedini                       | Emilia-Romagna                          |                  | Partito Democratico               |
| Francesco Giacobbe                 | Estero                                  |                  | Partito Democratico               |
| Stefania Giannini                  | Toscana                                 |                  | Scelta Civica per l'Italia        |
| Mario Michele Giarrusso            | Sicilia                                 |                  | Movimento 5 Stelle                |
| Vincenzo Gibiino                   | Sicilia                                 |                  | Il Popolo della Libertà           |
| Nadia Ginetti                      | Umbria                                  |                  | Partito Democratico               |
| Carlo Giovanardi                   | Emilia-Romagna                          |                  | Il Popolo della Libertà           |
| Francesco Maria Giro               | Lazio                                   |                  | Il Popolo della Libertà           |
| Gianni Pietro Girotto              | Veneto                                  |                  | Movimento 5 Stelle                |
| Miguel Gotor                       | Umbria                                  |                  | Partito Democratico               |
| Manuela Granaiola                  | Toscana                                 |                  | Partito Democratico               |
| Pietro Grasso                      | Lazio                                   |                  | Partito Democratico               |
| Marcello Gualdani                  | Sicilia                                 |                  | Il Popolo della Libertà           |
| Maria Cecilia Guerra               | Emilia-Romagna                          |                  | Partito Democratico               |
| Paolo Guerrieri Paleotti           | Liguria                                 |                  | Partito Democratico               |
| Pietro Ichino                      | Lombardia                               |                  | Scelta Civica per l'Italia        |
| Josefa Idem                        | Emilia-Romagna                          |                  | Partito Democratico               |
| Pietro Iurlaro                     | Puglia                                  |                  | Il Popolo della Libertà           |
| Bachisio Silvio Lai                | Sardegna                                |                  | Partito Democratico               |
| Pietro Langella                    | Campania                                |                  | Il Popolo della Libertà           |
| Albert Lanièce                     | Valle d'Aosta                           |                  | Per le Autonomie (UV)             |
| Linda Lanzillotta                  | Umbria                                  |                  | Scelta Civica per l'Italia        |
| Nicola Latorre                     | Puglia                                  |                  | Partito Democratico               |
| Stefano Lepri                      | Piemonte                                |                  | Partito Democratico               |
| Barbara Lezzi                      | Puglia                                  |                  | Movimento 5 Stelle                |
| Pietro Liuzzi                      | Puglia                                  |                  | Il Popolo della Libertà           |
| Sergio Lo Giudice                  | Emilia-Romagna                          |                  | Partito Democratico               |
| Doris Lo Moro                      | Calabria                                |                  | Partito Democratico               |
| Eva Longo                          | Campania                                |                  | Il Popolo della Libertà           |
| Fausto Longo                       | Estero                                  |                  | Per le Autonomie (PSI)            |
| Carlo Lucherini                    | Lazio                                   |                  | Partito Democratico               |
| Stefano Lucidi                     | Umbria                                  |                  | Movimento 5 Stelle                |
| Giuseppe Lumia                     | Sicilia                                 |                  | Partito Democratico (Meg)         |
| Lucio Malan                        | Piemonte                                |                  | Il Popolo della Libertà           |
| Patrizia Manassero                 | Piemonte                                |                  | Partito Democratico               |
| Luigi Manconi                      | Sardegna                                |                  | Partito Democratico               |
| Bruno Mancuso                      | Sicilia                                 |                  | Il Popolo della Libertà           |
| Andrea Mandelli                    | Lombardia                               |                  | Il Popolo della Libertà           |
| Giovanna Mangili                   | Lombardia                               |                  | Gruppo misto/Non iscritti (M5S)   |
| Mario Mantovani                    | Lombardia                               |                  | Il Popolo della Libertà           |
| Alessandro Maran                   | Friuli-Venezia Giulia                   |                  | Scelta Civica per l'Italia        |
| Andrea Marcucci                    | Toscana                                 |                  | Partito Democratico               |
| Salvatore Margiotta                | Basilicata                              |                  | Partito Democratico               |
| Marco Marin                        | Veneto                                  |                  | Il Popolo della Libertà           |
| Giuseppe Francesco Maria Marinello | Sicilia                                 |                  | Il Popolo della Libertà           |
| Ignazio Marino                     | Piemonte                                |                  | Partito Democratico               |
| Luigi Marino                       | Emilia-Romagna                          |                  | Scelta Civica per l'Italia        |
| Mauro Maria Marino                 | Piemonte                                |                  | Partito Democratico               |
| Carlo Martelli                     | Piemonte                                |                  | Movimento 5 Stelle                |
| Claudio Martini                    | Toscana                                 |                  | Partito Democratico               |
| Bruno Marton                       | Lombardia                               |                  | Movimento 5 Stelle                |
| Marino Germano Mastrangeli         | Lazio                                   |                  | Movimento 5 Stelle                |
| Altero Matteoli                    | Toscana                                 |                  | Il Popolo della Libertà           |
| Donella Mattesini                  | Toscana                                 |                  | Partito Democratico               |
| Giuseppina Maturani                | Lazio                                   |                  | Partito Democratico               |
| Giovanni Mauro                     | Campania                                |                  | Grandi Autonomie e Libertà (GS)   |
| Mario Mauro                        | Lombardia                               |                  | Scelta Civica per l'Italia        |
| Riccardo Mazzoni                   | Toscana                                 |                  | Il Popolo della Libertà           |
| Maria Paola Merloni                | Marche                                  |                  | Scelta Civica per l'Italia        |
| Alfredo Messina                    | Lombardia                               |                  | Il Popolo della Libertà           |
| Claudio Micheloni                  | Estero                                  |                  | Partito Democratico               |
| Maurizio Migliavacca               | Emilia-Romagna                          |                  | Partito Democratico               |
| Antonio Milo                       | Campania                                |                  | Il Popolo della Libertà           |
| Corradino Mineo                    | Sicilia                                 |                  | Partito Democratico               |
| Marco Minniti                      | Calabria                                |                  | Partito Democratico               |
| Augusto Minzolini                  | Liguria                                 |                  | Il Popolo della Libertà           |
| Franco Mirabelli                   | Lombardia                               |                  | Partito Democratico               |
| Francesco Molinari                 | Calabria                                |                  | Movimento 5 Stelle                |
| Michela Montevecchi                | Emilia-Romagna                          |                  | Movimento 5 Stelle                |
| Mario Monti                        | A vita                                  |                  | Scelta Civica per l'Italia        |
| Mario Morgoni                      | Marche                                  |                  | Partito Democratico               |
| Vilma Moronese                     | Campania                                |                  | Movimento 5 Stelle                |
| Nicola Morra                       | Calabria                                |                  | Movimento 5 Stelle                |
| Claudio Moscardelli                | Lazio                                   |                  | Partito Democratico               |
| Massimo Mucchetti                  | Lombardia                               |                  | Partito Democratico               |
| Emanuela Munerato                  | Veneto                                  |                  | Lega Nord                         |
| Maria Mussini                      | Emilia-Romagna                          |                  | Movimento 5 Stelle                |
| Alessandra Mussolini               | Campania                                |                  | Il Popolo della Libertà           |
| Riccardo Nencini                   | Marche                                  |                  | Per le Autonomie (PSI)            |
| Paola Nugnes                       | Campania                                |                  | Movimento 5 Stelle                |
| Andrea Olivero                     | Piemonte                                |                  | Scelta Civica per l'Italia        |
| Luis Alberto Orellana              | Lombardia                               |                  | Movimento 5 Stelle                |
| Pamela Giacoma Giovanna Orrù       | Sicilia                                 |                  | Partito Democratico               |
| Venera Padua                       | Sicilia                                 |                  | Partito Democratico               |
| Pippo Pagano                       | Sicilia                                 |                  | Il Popolo della Libertà           |
| Giorgio Pagliari                   | Emilia-Romagna                          |                  | Partito Democratico               |
| Sara Paglini                       | Toscana                                 |                  | Movimento 5 Stelle                |
| Francesco Palermo                  | Trentino-Alto Adige (Bolzano)           |                  | Per le Autonomie                  |
| Nitto Francesco Palma              | Campania                                |                  | Il Popolo della Libertà           |
| Franco Panizza                     | Trentino-Alto Adige (Trento)            |                  | Per le Autonomie (PATT)           |
| Annamaria Parente                  | Lazio                                   |                  | Partito Democratico               |
| Carlo Pegorer                      | Friuli-Venezia Giulia                   |                  | Partito Democratico               |
| Paola Pelino                       | Abruzzo                                 |                  | Il Popolo della Libertà           |
| Bartolomeo Pepe                    | Campania                                |                  | Movimento 5 Stelle                |
| Luigi Perrone                      | Puglia                                  |                  | Il Popolo della Libertà           |
| Alessia Petraglia                  | Toscana                                 |                  | Gruppo misto/SEL                  |
| Vito Rosario Petrocelli            | Basilicata                              |                  | Movimento 5 Stelle                |
| Stefania Pezzopane                 | Abruzzo                                 |                  | Partito Democratico               |
| Giovanni Piccoli                   | Veneto                                  |                  | Il Popolo della Libertà           |
| Leana Pignedoli                    | Emilia-Romagna                          |                  | Partito Democratico               |
| Roberta Pinotti                    | Liguria                                 |                  | Partito Democratico               |
| Luciano Pizzetti                   | Lombardia                               |                  | Partito Democratico               |
| Sergio Puglia                      | Campania                                |                  | Movimento 5 Stelle                |
| Francesca Puglisi                  | Emilia-Romagna                          |                  | Partito Democratico               |
| Laura Puppato                      | Veneto                                  |                  | Partito Democratico               |
| Gaetano Quagliariello              | Abruzzo                                 |                  | Il Popolo della Libertà           |
| Raffaele Ranucci                   | Lazio                                   |                  | Partito Democratico               |
| Antonio Razzi                      | Abruzzo                                 |                  | Il Popolo della Libertà           |
| Manuela Repetti                    | Piemonte                                |                  | Il Popolo della Libertà           |
| Lucrezia Ricchiuti                 | Lombardia                               |                  | Partito Democratico               |
| Maria Rizzotti                     | Piemonte                                |                  | Il Popolo della Libertà           |
| Maurizio Romani                    | Toscana                                 |                  | Movimento 5 Stelle                |
| Paolo Romani                       | Lombardia                               |                  | Il Popolo della Libertà           |
| Lucio Romano                       | Campania                                |                  | Scelta Civica per l'Italia        |
| Gianluca Rossi                     | Umbria                                  |                  | Partito Democratico               |
| Luciano Rossi                      | Umbria                                  |                  | Il Popolo della Libertà           |
| Mariarosaria Rossi                 | Lazio                                   |                  | Il Popolo della Libertà           |
| Maurizio Rossi                     | Liguria                                 |                  | Scelta Civica per l'Italia        |
| Francesco Russo                    | Friuli-Venezia Giulia                   |                  | Partito Democratico               |
| Roberto Ruta                       | Molise                                  |                  | Partito Democratico               |
| Giuseppe Ruvolo                    | Sicilia                                 |                  | Il Popolo della Libertà           |
| Maurizio Sacconi                   | Veneto                                  |                  | Il Popolo della Libertà           |
| Angelica Saggese                   | Campania                                |                  | Partito Democratico               |
| Gian Carlo Sangalli                | Emilia-Romagna                          |                  | Partito Democratico               |
| Vincenzo Santangelo                | Sicilia                                 |                  | Movimento 5 Stelle                |
| Giorgio Santini                    | Veneto                                  |                  | Partito Democratico               |
| Francesco Scalia                   | Lazio                                   |                  | Partito Democratico               |
| Antonio Fabio Maria Scavone        | Sicilia                                 |                  | Grandi Autonomie e Libertà (MpA)  |
| Renato Schifani                    | Sicilia                                 |                  | Il Popolo della Libertà           |
| Salvatore Sciascia                 | Lombardia                               |                  | Il Popolo della Libertà           |
| Marco Scibona                      | Piemonte                                |                  | Movimento 5 Stelle                |
| Domenico Scilipoti                 | Calabria                                |                  | Il Popolo della Libertà           |
| Francesco Scoma                    | Sicilia                                 |                  | Il Popolo della Libertà           |
| Giancarlo Serafini                 | Lombardia                               |                  | Il Popolo della Libertà           |
| Manuela Serra                      | Sardegna                                |                  | Movimento 5 Stelle                |
| Cosimo Sibilia                     | Campania                                |                  | Il Popolo della Libertà           |
| Annalisa Silvestro                 | Lombardia                               |                  | Partito Democratico               |
| Ivana Simeoni                      | Lazio                                   |                  | Movimento 5 Stelle                |
| Pasquale Sollo                     | Campania                                |                  | Partito Democratico               |
| Lodovico Sonego                    | Friuli-Venezia Giulia                   |                  | Partito Democratico               |
| Maria Spilabotte                   | Lazio                                   |                  | Partito Democratico               |
| Ugo Sposetti                       | Lazio                                   |                  | Partito Democratico               |
| Erika Stefani                      | Veneto                                  |                  | Lega Nord                         |
| Dario Stefano                      | Puglia                                  |                  | Gruppo misto/SEL                  |
| Giacomo Stucchi                    | Lombardia                               |                  | Lega Nord                         |
| Gianluca Susta                     | Piemonte                                |                  | Scelta Civica per l'Italia        |
| Lucio Tarquinio                    | Puglia                                  |                  | Il Popolo della Libertà           |
| Paola Taverna                      | Lazio                                   |                  | Movimento 5 Stelle                |
| Walter Tocci                       | Lazio                                   |                  | Partito Democratico               |
| Salvatore Tomaselli                | Puglia                                  |                  | Partito Democratico               |
| Giorgio Tonini                     | Trentino-Alto Adige (Pergine Valsugana) |                  | Partito Democratico               |
| Salvatore Torrisi                  | Sicilia                                 |                  | Il Popolo della Libertà           |
| Giulio Tremonti                    | Lombardia                               |                  | Lega Nord                         |
| Mario Tronti                       | Lombardia                               |                  | Partito Democratico               |
| Renato Guerino Turano              | Estero                                  |                  | Gruppo misto/Non iscritti (PD)    |
| Luciano Uras                       | Sardegna                                |                  | Gruppo misto/SEL                  |
| Stefano Vaccari                    | Emilia-Romagna                          |                  | Partito Democratico               |
| Giuseppe Vacciano                  | Lazio                                   |                  | Movimento 5 Stelle                |
| Daniela Valentini                  | Lazio                                   |                  | Partito Democratico               |
| Vito Vattuone                      | Liguria                                 |                  | Partito Democratico               |
| Denis Verdini                      | Toscana                                 |                  | Il Popolo della Libertà           |
| Francesco Verducci                 | Marche                                  |                  | Partito Democratico               |
| Antonio Giuseppe Maria Verro       | Lombardia                               |                  | Il Popolo della Libertà           |
| Simona Vicari                      | Sicilia                                 |                  | Il Popolo della Libertà           |
| Guido Viceconte                    | Basilicata                              |                  | Il Popolo della Libertà           |
| Riccardo Villari                   | Campania                                |                  | Il Popolo della Libertà           |
| Raffaele Volpi                     | Lombardia                               |                  | Lega Nord                         |
| Luigi Zanda                        | Lazio                                   |                  | Partito Democratico               |
| Pierantonio Zanettin               | Veneto                                  |                  | Il Popolo della Libertà           |
| Magda Angela Zanoni                | Piemonte                                |                  | Partito Democratico               |
| Sergio Zavoli                      | Campania                                |                  | Partito Democratico               |
| Karl Zeller                        | Trentino-Alto Adige (Merano)            |                  | Per le Autonomie (SVP)            |
| Claudio Zin                        | Estero                                  |                  | Scelta Civica per l'Italia (MAIE) |
| Vittorio Zizza                     | Puglia                                  |                  | Il Popolo della Libertà           |
| Sante Zuffada                      | Lombardia                               |                  | Il Popolo della Libertà           |

## Surrogazione dei candidati plurieletti
Di seguito i senatori plurieletti in più circoscrizioni e i relativi senatori surroganti.
| Lista | Plurieletto            | Opzione   | Surrogante          | Circoscrizione        |
| ----- | ---------------------- | --------- | ------------------- | --------------------- |
| PDL   | Lucio Barani           | Lombardia | Franco Cardiello    | Campania              |
| PDL   | Silvio Berlusconi      | Molise    | Maria Rizzotti      | Piemonte              |
| PDL   | Silvio Berlusconi      | Molise    | Sante Zuffada       | Lombardia             |
| PDL   | Silvio Berlusconi      | Molise    | Franco Conte        | Veneto                |
| PDL   | Silvio Berlusconi      | Molise    | Bernabò Bocca       | Friuli-Venezia Giulia |
| PDL   | Silvio Berlusconi      | Molise    | Augusto Minzolini   | Liguria               |
| PDL   | Silvio Berlusconi      | Molise    | Laura Bianconi      | Emilia-Romagna        |
| PDL   | Silvio Berlusconi      | Molise    | Riccardo Mazzoni    | Toscana               |
| PDL   | Silvio Berlusconi      | Molise    | Luciano Rossi       | Umbria                |
| PDL   | Silvio Berlusconi      | Molise    | Remigio Ceroni      | Marche                |
| PDL   | Silvio Berlusconi      | Molise    | Francesco Aracri    | Lazio                 |
| PDL   | Silvio Berlusconi      | Molise    | Federica Chiavaroli | Abruzzo               |
| PDL   | Silvio Berlusconi      | Molise    | Vincenzo Fasano     | Campania              |
| PDL   | Silvio Berlusconi      | Molise    | Francesco Bruni     | Puglia                |
| PDL   | Silvio Berlusconi      | Molise    | Guido Viceconte     | Basilicata            |
| PDL   | Silvio Berlusconi      | Molise    | Domenico Scilipoti  | Calabria              |
| PDL   | Silvio Berlusconi      | Molise    | Marcello Gualdani   | Sicilia               |
| PDL   | Silvio Berlusconi      | Molise    | Emilio Floris       | Sardegna              |
| SC    | Pier Ferdinando Casini | Campania  | Salvatore Di Maggio | Basilicata            |
| SC    | Pietro Ichino          | Lombardia | Stefania Giannini   | Toscana               |
| PD    | Ignazio Marino         | Piemonte  | Daniela Valentini   | Lazio                 |
| LN    | Giulio Tremonti        | Lombardia | Michelino Davico    | Piemonte              |

## Modifiche intervenute

### Modifiche intervenute nella composizione dell'assemblea
| Uscente                            | Subentrante                | Data cessazione | Data subentro       | Gruppo subentrante | Causa cessazione                                                                      |
| ---------------------------------- | -------------------------- | --------------- | ------------------- | ------------------ | ------------------------------------------------------------------------------------- |
| Giulio Andreotti                   | –                          | 16.05.2013      | A vita              | –                  | Decesso                                                                               |
| Massimo Garavaglia                 | Paolo Naccarato            | 07.05.2013      | 08.05.2013          | GAL                | Dimissioni (incompatibilità con la carica di assessore regionale)                     |
| Ignazio Marino                     | Enrico Buemi               | 22.05.2013      | 23.05.2013          | Per le Autonomie   | Dimissioni                                                                            |
| Antonio Giuseppe Maria Verro       | Enrico Piccinelli          | 29.05.2013      | 29.05.2013          | PDL                | Dimissioni (incompatibilità con la carica di consigliere d'amministrazione della RAI) |
| Mario Mantovani                    | Lionello Marco Pagnoncelli | 03.05.2013      | 03.05.2013          | PDL                | Dimissioni (incompatibilità con la carica di assessore regionale)                     |
| Emilio Colombo                     | –                          | 24.06.2013      | A vita              | –                  | Decesso                                                                               |
| –                                  | Claudio Abbado             | A vita          | 30.08.2013          | Misto              | –                                                                                     |
| –                                  | Elena Cattaneo             | A vita          | 30.08.2013          | Misto              | –                                                                                     |
| –                                  | Renzo Piano                | A vita          | 30.08.2013          | Misto              | –                                                                                     |
| –                                  | Carlo Rubbia               | A vita          | 30.08.2013          | Misto              | –                                                                                     |
| Silvio Berlusconi                  | Ulisse Di Giacomo          | 27.11.2013      | 28.11.2013          | NCD                | Mancanta convalida dell'elezione                                                      |
| Claudio Abbado                     | –                          | 20.01.2014      | A vita              | –                  | Decesso                                                                               |
| Isabella De Monte                  | Laura Fasiolo              | 01.07.2014      |                     | PD                 | Dimissioni (incompatibilità con la carica di europarlamentare)                        |
| Alessandra Mussolini               | Domenico Auricchio         | 01.07.2014      |                     | FI                 | Dimissioni (incompatibilità con la carica di europarlamentare)                        |
| Massimo Bitonci                    | Paolo Tosato               | 01.07.2014      |                     | LN                 | Dimissioni (incompatibilità con la carica di sindaco)                                 |
| Maria Elisabetta Alberti Casellati | Stefano Bertacco           | 25.09.2014      |                     | FI                 | Dimissioni (incompatibilità con la carica di componente del CSM)                      |
| Pierantonio Zanettin               | Bartolomeo Amidei          | 25.09.2014      |                     | FI                 | Dimissioni (incompatibilità con la carica di componente del CSM)                      |
| Rita Ghedini                       | Mara Valdinosi             | 16.10.2014      |                     | PD                 | Dimissioni                                                                            |
| –                                  | Giorgio Napolitano         | 14.01.2015      | A vita (di diritto) | Per le Autonomie   | –                                                                                     |
| Donato Bruno                       | Michele Boccardi           | 17.08.2015      |                     | FI                 | Decesso                                                                               |
| Carlo Azeglio Ciampi               | –                          | 16.09.2016      | A vita              | –                  | –                                                                                     |
| Augusto Minzolini                  | Roberto Cassinelli         | 20.04.2017      |                     | FI                 | Dimissioni                                                                            |
| Vincenzo Cuomo                     | Lucia Esposito             | 19.09.2017      |                     | PD                 | Dimissioni (incompatibilità con la carica di sindaco)                                 |
| Altero Matteoli                    | Franco Mugnai              | 18.12.2017      |                     | FI                 | Decesso                                                                               |
| Giuseppe Compagnone                | Mario D'Apuzzo             | 23.12.2017      |                     | ALA                | Dimissioni (incompatibilità con la carica di componente dell'ARS)                     |
| –                                  | Liliana Segre              | A vita          | 19.01.2018          | Misto              | –                                                                                     |

### Modifiche intervenute nella composizione dei gruppi parlamentari

#### Partito Democratico
- In data 22.03.2013 aderisce al gruppo Stefania Pezzopane, proveniente dal gruppo misto. In pari data, la consistenza del gruppo diminuisce di un'unità per l'adesione di Enrico Buemi (subentrato a Ignazio Marino) al gruppo Per le Autonomie.
- In data 28.04.2013 aderiscono al gruppo Emilia Grazia De Biasi e Renato Guerino Turano, provenienti dal gruppo misto.
- In data 19.06.2014 aderisce al gruppo Gianpiero Dalla Zuanna, proveniente dal gruppo "Scelta Civica per l'Italia".
- In data 10.12.2014 lascia il gruppo Salvatore Margiotta, che aderisce al gruppo misto.

#### Il Popolo della Libertà
- In data 19.03.2013 lascia il gruppo Lucio Barani, che aderisce al gruppo "Grandi Autonomie e Libertà".
- In data 14.11.2013 lasciano il gruppo Gaetano Quagliariello, Renato Schifani, Fabrizio Cicchitto, Roberto Formigoni, Carlo Giovanardi, Laura Bianconi, Andrea Augello, Antonio Gentile, Antonio Azzollini, Piero Aiello, Antonio Stefano Caridi, Massimo Cassano, Federica Chiavaroli, Francesco Colucci, Franco Conte, Antonio D'Alì, Nico D'Ascola, Mario Dalla Tor, Luigi Compagna, Marcello Gualdani, Bruno Mancuso, Giuseppe Francesco Maria Marinello, Pippo Pagano, Luciano Rossi, Salvatore Torrisi, Maurizio Sacconi, Paolo Naccarato, Guido Viceconte, Giuseppe Esposito e Simona Vicari, che aderiscono al gruppo "Nuovo Centrodestra".
- In data 19.11.2013 lasciano il gruppo Vincenzo D'Anna, Pietro Langella e Giuseppe Ruvolo, che aderiscono al gruppo "Grandi Autonomie e Libertà".
- In data 20.11.2013 il gruppo assume la denominazione "Forza Italia - Il Popolo della Libertà XVII Legislatura".

#### Movimento 5 Stelle
- In data 17.04.2013 aderisce al gruppo Giovanna Mangili, proveniente dal gruppo misto.
- In data 30.04.2013 lascia il gruppo Marino Germano Mastrangeli, che aderisce al gruppo misto.
- In data 23.06.2013 lasciano il gruppo Adele Gambaro e Paola De Pin, che aderiscono al gruppo misto.
- In data 27.06.2013 lascia il gruppo Fabiola Anitori, che aderisce al gruppo misto.
- In data 26.02.2014 lasciano il gruppo Lorenzo Battista, Fabrizio Bocchino, Francesco Campanella e Luis Alberto Orellana, che aderiscono al gruppo misto.
- In data 06.03.2014 lasciano il gruppo Alessandra Bencini, Laura Bignami, Monica Casaletto, Maria Mussini e Maurizio Romani, che aderiscono al gruppo misto.
- In data 26.03.2014 lascia il gruppo Bartolomeo Pepe, che aderisce al gruppo misto.
- In data 08.10.2014 lascia il gruppo Cristina De Pietro, che aderisce al gruppo misto.
- In data 07.01.2015 lasciano il gruppo Ivana Simeoni e Giuseppe Vacciano, che aderiscono al gruppo misto.

#### Scelta Civica per l'Italia
- In data 10.12.2013 si costituisce il gruppo "Scelta Civica con Monti per l'Italia". Ad esso aderiscono Gianluca Susta, Alessandro Maran, Stefania Giannini, Gianpiero Dalla Zuanna, Benedetto Della Vedova, Pietro Ichino, Linda Lanzillotta e Mario Monti, provenienti dal gruppo "Per l'Italia".
- In data 11.12.2013 il gruppo, costituito come "Scelta Civica con Monti per l'Italia", assume la denominazione "Scelta Civica per l'Italia".
- In data 18.06.2014 lascia il gruppo Gianpiero Dalla Zuanna, che aderisce al gruppo "Partito Democratico".

#### Lega Nord e Autonomie
- In data 19.03.2013 lascia il gruppo Gian Marco Centinaio, che aderisce al gruppo "Grandi Autonomie e Libertà".
- In data 07.05.2013 lasciano il gruppo Massimo Garavaglia e Giulio Tremonti, che aderiscono al gruppo "Grandi Autonomie e Libertà".
- In data 08.05.2013 aderiscono al gruppo Gian Marco Centinaio e Jonny Crosio, provenienti dal gruppo "Grandi Autonomie e Libertà".
- In data 12.12.2013 lascia il gruppo Michelino Davico, che aderisce al gruppo "Grandi Autonomie e Libertà".

#### Per le Autonomie (SVP, UV, PATT, UPT) - PSI - MAIE
- In data 23.05.2013 la consistenza del gruppo aumenta di un'unità in seguito all'adesione di Enrico Buemi, subentrato a Ignazio Marino già appartenente al gruppo PD.
- In data 09.07.2013 aderisce al gruppo Claudio Zin, proveniente dal gruppo "Scelta Civica per l'Italia".
- In data 10.07.2013 il gruppo, costituito come "Per le Autonomie (SVP, UV, PATT, UPT) - PSI", assume la denominazione "Per le Autonomie (SVP, UV, PATT, UPT) - PSI - MAIE".
- In data 27.11.2013 aderiscono al gruppo Elena Cattaneo e Carlo Rubbia, provenienti dal gruppo misto.
- In data 11.09.2014 aderisce al gruppo Lorenzo Battista, proveniente dal gruppo misto.
- In data 03.12.2014 aderiscono al gruppo Lucio Romano e Andrea Olivero, provenienti dal gruppo "Per l'Italia".
- In data 18.12.2014 aderisce al gruppo Maria Paola Merloni, proveniente dal gruppo "Per l'Italia".
- In data 19.01.2015 aderisce al gruppo Giorgio Napolitano, divenuto senatore a vita.

#### Area Popolare (NCD-UDC)
- In data 15.11.2013 si costituisce il gruppo "Nuovo Centrodestra". Ad esso aderiscono: Gaetano Quagliariello, Renato Schifani, Roberto Formigoni, Carlo Giovanardi, Laura Bianconi, Andrea Augello, Antonio Gentile, Antonio Azzollini, Piero Aiello, Antonio Stefano Caridi, Massimo Cassano, Federica Chiavaroli, Francesco Colucci, Franco Conte, Antonio D'Alì, Nico D'Ascola, Mario Dalla Tor, Luigi Compagna, Marcello Gualdani, Bruno Mancuso, Giuseppe Francesco Maria Marinello, Pippo Pagano, Luciano Rossi, Salvatore Torrisi, Maurizio Sacconi, Paolo Naccarato, Guido Viceconte, Giuseppe Esposito e Simona Vicari, provenienti dal gruppo "Il Popolo della Libertà".
- In data 27.11.2013 la consistenza del gruppo aumenta di un'unità in seguito all'adesione di Ulisse Di Giacomo, subentrato a Silvio Berlusconi già appartenente al gruppo FI-PDL.
- In data 04.03.2014 aderisce al gruppo Gabriele Albertini, proveniente dal gruppo "Per l'Italia".
- In data 22.04.2014 aderisce al gruppo Paolo Bonaiuti, proveniente dal gruppo "Forza Italia - Il Popolo della Libertà".
- In data 12.10.2014 lascia il gruppo Antonio D'Alì, che aderisce al gruppo "Forza Italia - Il Popolo della Libertà".
- In data 11.12.2014 il gruppo "Nuovo Centrodestra" assume la denominazione "Area Popolare (NCD-UDC)".
- In data 16.12.2014 aderiscono al gruppo: Fabiola Anitori proveniente dal gruppo misto; Pietro Langella proveniente dal gruppo "Grandi Autonomie e Libertà (GS, LA-nS, MpA, NPSI, PpI)"; Aldo Di Biagio, Pier Ferdinando Casini, Antonio De Poli e Luigi Marino, provenienti dal gruppo "Per l'Italia".
- In data 18.12.2014 lascia il gruppo Antonio Stefano Caridi, che aderisce al gruppo "Grandi Autonomie e Libertà (GS, LA-nS, MpA, NPSI, PpI)".

#### Forza Italia - Il Popolo della Libertà
- Il gruppo si costituisce in data 20.11.2013 in seguito alla ridenominazione del gruppo Il Popolo della Libertà.
- In data 27.11.2013 la consistenza del gruppo diminuisce di un'unità per l'adesione di Ulisse Di Giacomo (subentrato a Silvio Berlusconi) al gruppo NCD.
- In data 21.04.2014 lascia il gruppo Paolo Bonaiuti, che aderisce al gruppo "Nuovo Centrodestra".
- In data 13.10.2014 aderisce al gruppo Antonio D'Alì, proveniente dal gruppo "Nuovo Centrodestra".
- In data 03.06.2015 lasciano il gruppo Anna Cinzia Bonfrisco, Francesco Bruni, Luigi D'Ambrosio Lettieri, Ciro Falanga, Pietro Liuzzi, Eva Longo, Lionello Marco Pagnoncelli, Luigi Perrone, Lucio Tarquinio e Vittorio Zizza, che aderiscono al gruppo "Conservatori, Riformisti italiani".

#### Per l'Italia
- In data 08.07.2013 lascia il gruppo Claudio Zin, che aderisce al gruppo "Per le Autonomie - PSI|Per le Autonomie (SVP, UV, PATT, UPT) - PSI".
- In data 27.11.2013 il gruppo "Scelta Civica per l'Italia" assume la denominazione "Per l'Italia". Esso è composto da Lucio Romano, Gabriele Albertini, Pier Ferdinando Casini, Antonio De Poli, Aldo Di Biagio, Salvatore Tito Di Maggio, Angela D'Onghia, Luigi Marino, Mario Mauro, Maria Paola Merloni, Andrea Olivero, Maurizio Rossi, Gianluca Susta, Alessandro Maran, Stefania Giannini, Gianpiero Dalla Zuanna, Benedetto Della Vedova, Pietro Ichino, Linda Lanzillotta e Mario Monti, già facenti parte del gruppo "Scelta Civica per l'Italia".
- In data 10.12.2013 lasciano il gruppo Gianluca Susta, Alessandro Maran, Stefania Giannini, Gianpiero Dalla Zuanna, Benedetto Della Vedova, Pietro Ichino, Linda Lanzillotta e Mario Monti, che aderiscono al gruppo "Scelta Civica con Monti per l'Italia".
- In data 03.03.2014 lascia il gruppo Gabriele Albertini, che aderisce al gruppo "Nuovo Centrodestra".
- In data 29.04.2014 lascia il gruppo Maurizio Rossi, che aderisce al gruppo gruppo misto.
- In data 17.11.2014 lasciano il gruppo Salvatore Tito Di Maggio, Angela D'Onghia e Mario Mauro, che aderiscono al gruppo "Grandi Autonomie e Libertà".
- In data 02.12.2014 lasciano il gruppo Lucio Romano e Andrea Olivero, che aderiscono al gruppo "Per le Autonomie (SVP-UV-PATT-UPT)-PSI-MAIE".
- In data 15.12.2014 lasciano il gruppo Aldo Di Biagio, Pier Ferdinando Casini, Antonio De Poli e Luigi Marino, che aderiscono al gruppo "Area Popolare (NCD_UDC)".
- In data 17.12.2014 lascia il gruppo Maria Paola Merloni, che aderisce al gruppo "Per le Autonomie (SVP-UV-PATT-UPT)-PSI-MAIE".
- In data 18.12.2014 il gruppo, non avendo più componenti, si scioglie.

#### Grandi Autonomie e Libertà (Grande Sud, Popolari per l'Italia, Federazione dei Verdi, Moderati)
- In data 20.03.2013 si costituisce il gruppo "Grandi Autonomie e Libertà". Ad esso aderiscono Lucio Barani proveniente dal gruppo "Il Popolo della Libertà", Gian Marco Centinaio proveniente dal gruppo "Lega Nord e Autonomie", Giovanni Bilardi, Laura Bianconi, Jonny Crosio, Luigi Compagna, Giuseppe Compagnone, Mario Ferrara, Giovanni Mauro e Antonio Fabio Maria Scavone, provenienti dal gruppo misto.
- In data 07.05.2013 lasciano il gruppo Gian Marco Centinaio e Jonny Crosio, che aderiscono al gruppo "Lega Nord e Autonomie".
- In data 08.05.2013 aderiscono al gruppo Paolo Naccarato e Giulio Tremonti, provenienti dal gruppo "Lega Nord e Autonomie".
- In data 16.11.2013 lasciano il gruppo Giovanni Bilardi, Laura Bianconi e Luigi Compagna, che aderiscono al gruppo "Nuovo Centrodestra".
- In data 20.11.2013 aderiscono al gruppo Vincenzo D'Anna, Pietro Langella e Giuseppe Ruvolo, provenienti dal gruppo "Il Popolo della Libertà".
- In data 13.12.2013 aderisce al gruppo Michelino Davico, proveniente dal gruppo "Lega Nord e Autonomie".
- In data 18.11.2014 aderiscono al gruppo Salvatore Tito Di Maggio, Angela D'Onghia e Mario Mauro, provenienti dal gruppo "Per l'Italia".
- In data 25.11.2014 il gruppo, costituito come "Grandi Autonomie e Libertà", assume la denominazione "Grandi Autonomie e Libertà (Grande Sud, Libertà e Autonomia-noi SUD, Movimento per le Autonomie, Nuovo PSI, Popolari per l'Italia)".
- In data 15.12.2014 lascia il gruppo Pietro Langella, che aderisce al gruppo "Area Popolare (NCD-UDC)".
- In data 19.12.2014 aderisce al gruppo Antonio Stefano Caridi, proveniente dal gruppo "Area Popolare (NCD-UDC)".
- In data 08.04.2015 il Gruppo assume la denominazione Grandi Autonomie e Libertà (Grande Sud, Libertà e Autonomia-noi SUD, Movimento per le Autonomie, Nuovo PSI, Popolari per l'Italia, Italia dei Valori).
- In data 03.06.2015 lasciano il gruppo Salvatore Tito Di Maggio e Antonio Milo, che aderiscono al gruppo "Conservatori, Riformisti italiani".
- In data 21.04.2015 il Gruppo assume la denominazione Grandi Autonomie e Libertà (Grande Sud, Libertà e Autonomia-noi SUD, Movimento per le Autonomie, Nuovo PSI, Popolari per l'Italia, Italia dei Valori, Vittime della Giustizia e del Fisco).
- In data 17.06.2015 il Gruppo assume la denominazione Grandi Autonomie e Libertà (Grande Sud, Movimento per le Autonomie, Nuovo PSI, Popolari per l'Italia, Italia dei Valori, Vittime della Giustizia e del Fisco, Federazione dei Verdi).
- In data 05.08.2015 assume la denominazione Grandi Autonomie e Libertà (Grande Sud, Popolari per l'Italia, Federazione dei Verdi, Moderati).

#### Conservatori, Riformisti italiani
- In data 03.06.2015 si costituisce il gruppo "Conservatori, Riformisti italiani". Ad esso aderiscono Anna Cinzia Bonfrisco, Francesco Bruni, Luigi D'Ambrosio Lettieri, Ciro Falanga, Pietro Liuzzi, Eva Longo, Lionello Marco Pagnoncelli, Luigi Perrone, Lucio Tarquinio e Vittorio Zizza, provenienti dal gruppo "Forza Italia - Il Popolo della Libertà XVII Legislatura", nonché Salvatore Di Maggio e Antonio Milo, provenienti dal gruppo "Grandi Autonomie e Libertà".

#### Gruppo misto
- In data 19.03.2013 lasciano il gruppo Giovanni Bilardi, Laura Bianconi, Jonny Crosio, Luigi Compagna, Giuseppe Compagnone, Mario Ferrara, Giovanni Mauro e Antonio Fabio Maria Scavone, che aderiscono al gruppo "Grandi Autonomie e Libertà".
- In data 21.03.2013 si costituisce la componente "Sinistra Ecologia Libertà". Ad essa aderiscono Giovanni Barozzino, Massimo Cervellini, Peppe De Cristofaro, Loredana De Petris, Alessia Petraglia, Dario Stefano e Luciano Uras.
- In data 21.03.2013 lascia il gruppo Stefania Pezzopane, che aderisce al gruppo "Partito Democratico".
- In data 16.04.2013 lascia il gruppo Giovanna Mangili, che aderisce al gruppo "Movimento 5 Stelle".
- In data 28.04.2013 lasciano il gruppo Emilia Grazia De Biasi e Renato Guerino Turano, che aderiscono al gruppo "Partito Democratico".
- In data 01.05.2013 aderisce al gruppo Marino Germano Mastrangeli, proveniente dal gruppo "Movimento 5 Stelle".
- In data 24.06.2013 aderiscono al gruppo Adele Gambaro e Paola De Pin, provenienti dal gruppo "Movimento 5 Stelle".
- In data 28.06.2013 aderisce al gruppo Fabiola Anitori, proveniente dal gruppo "Movimento 5 Stelle".
- In data 04.09.2013 aderiscono al gruppo Claudio Abbado, Elena Cattaneo, Renzo Piano e Carlo Rubbia, divenuti senatori a vita.
- In data 10.10.2013 si costituisce la componente "Gruppi Azione Popolare". Ad essa aderiscono Fabiola Anitori, Paola De Pin e Adele Gambaro.
- In data 06.11.2013 la componente "Gruppi Azione Popolare" assume la denominazione "Gruppi Azione Partecipazione popolare".
- In data 26.11.2013 lasciano il gruppo Elena Cattaneo e Carlo Rubbia, che aderiscono al gruppo "Per le Autonomie (SVP-UV-PATT-UPT)-PSI-MAIE".
- In data 27.02.2014 aderiscono al gruppo Lorenzo Battista, Fabrizio Bocchino, Francesco Campanella e Luis Alberto Orellana, provenienti dal gruppo "Movimento 5 Stelle".
- In data 07.03.2014 aderiscono al gruppo Alessandra Bencini, Laura Bignami, Monica Casaletto, Maria Mussini e Maurizio Romani, provenienti dal gruppo "Movimento 5 Stelle".
- In data 26.03.2014 aderisce al gruppo Bartolomeo Pepe, proveniente dal gruppo "Movimento 5 Stelle".
- In data 30.04.2014 aderisce al gruppo Maurizio Rossi, proveniente dal gruppo "Per l'Italia".
- In data 05.05.2014 si costituisce la componente "Italia Lavori in Corso". Ad essa aderiscono Lorenzo Battista, Alessandra Bencini, Fabrizio Bocchino, Francesco Campanella, Monica Casaletto, Paola De Pin, Adele Gambaro, Luis Alberto Orellana e Bartolomeo Pepe.
- In data 15.05.2014 si costituisce la componente "Liguria Civica", alla quale aderisce Maurizio Rossi.
- In data 16.06.2014 lascia la componente "Gruppi Azione Partecipazione popolare" Fabiola Anitori, che entra a far parte dei "Non iscritti". La componente "Gruppi Azione Partecipazione popolare" cessa di esistere.
- In data 10.07.2014 lascia la componente "Italia Lavori in Corso" Adele Gambaro, che entra a far parte dei "Non iscritti".
- In data 11.07.2014 si costituisce la componente "Movimento X". Ad essa aderiscono Laura Bignami, Maria Mussini, Bartolomeo Pepe e Maurizio Romani.
- In data 10.09.2014 lascia il gruppo Lorenzo Battista, che aderisce al gruppo "Per le Autonomie (SVP-UV-PATT-UPT)-PSI-MAIE".
- In data 09.10.2014 aderisce al gruppo Cristina De Pietro, proveniente dal gruppo "Movimento 5 Stelle".
- In data 23.10.2014 lascia la componente "Italia Lavori in Corso" Paola De Pin, che entra a far parte dei "Non iscritti".
- In data 30.10.2014 lasciano la componente "Italia Lavori in Corso" Monica Casaletto e Luis Alberto Orellana, che entrano a far parte dei "Non iscritti".
- In data 13.11.2014 lascia la componente "Italia Lavori in Corso" Alessandra Bencini, che entra a far parte dei "Non iscritti".
- In data 11.12.2014 aderisce al gruppo Salvatore Margiotta, proveniente dal gruppo "Partito Democratico".
- In data 15.12.2014 lascia il gruppo Fabiola Anitori, che aderisce al gruppo "Area Popolare (NCD-UDC)".
- In data 26.01.2015 si costituisce la componente "Verdi", alla quale aderisce Bartolomeo Pepe, proveniente dal gruppo "Movimento 5 Stelle"
- In data 10.07.2015 lascia il gruppo Bartolomeo Pepe, che aderisce al gruppo "Grandi Autonomie e Libertà"
- In data .04.2015 la componente "Italia Lavori in Corso" aderisce al movimento "L'Altra Europa con Tsipras", adottandone il nome.
- In data 08.01.2015 aderiscono al gruppo Ivana Simeoni e Giuseppe Vacciano, provenienti dal gruppo "Movimento 5 Stelle".

## Organizzazione interna ai gruppi
| Presidente | Vicepresidenti | Segretari | Tesorieri |
| Partito Democratico | Partito Democratico | Partito Democratico | Partito Democratico |
| --- | --- | --- | --- |
| - Luigi Zanda | - Stefano Lepri - Giuseppina Maturani - Giorgio Tonini (dal 19.06.2013 al 2.11.2015) Vicepresidente vicario: - Claudio Martini | - Erica D'Adda - Patrizia Manassero - Roberta Pinotti (fino al 18.06.2013) - Francesco Russo (fino al 21.10.2015) - Daniela Valentini (dal 19.06.2013) Segretario d'aula: - Rita Ghedini (fino al 16.10.2014) - Giorgio Tonini (dal 16.10.2014 al 21.10.2014) - Francesco Russo (dal 22.10.2015) | - Carlo Pegorer (fino al 23.06.2014) - Mauro Del Barba (dal 24.06.2014) |
| Il Popolo della Libertà/Forza Italia | | | |
| - Renato Schifani (fino al 17.11.2013) - Paolo Romani (dal 25.11.2013) | - Paolo Romani (dal 10.04.2013 al 19.11.2013) - Giuseppe Esposito (dal 10.04.2013 al 14.11.2013) - Simona Vicari (dal 10.04.2013 al 2.05.2013) - Donato Bruno (dal 3.12.2013 al 17.08.2015) - Paola Pelino (dal 5.02.2014) - Francesco Maria Giro (dal 25.11.2014 al 30.06.2015) - Antonio D'Alì (dall'1.07.2015) - Emilio Floris (dal 15.07.2016) Vicepresidente vicario: - Anna Maria Bernini (dal 25.11.2013) | – | - Emilio Floris (dall'11.12.2013 al 14.07.2016) - Mariarosaria Rossi (dal 15.07.2016) |
| Movimento 5 Stelle | | | |
| - Vito Crimi (fino al 16.06.2013) - Nicola Morra (fino al 29.09.2013) - Paola Taverna (fino al 9.01.2014) - Vincenzo Santangelo (fino al 13.04.2014) - Maurizio Buccarella (fino al 13.07.2014) - Vito Petrocelli (fino al 15.10.2014) - Alberto Airola (fino al 15.01.2015) - Andrea Cioffi (fino al 22.04.2015) - Bruno Marton (fino al 23.07.2015) - Gianluca Castaldi (fino al 2.11.2015) - Mario Michele Giarrusso (fino al 2.02.2016) - Nunzia Catalfo (fino al 12.05.2016) - Stefano Lucidi (fino al 13.09.2016) - Luigi Gaetti (fino al 19.12.2016) - Michela Montevecchi (fino al 28.03.2017) - Carlo Martelli (fino al 26.06.2017) - Enrico Cappelletti (fino al 5.10.2017) - Giovanni Endrizzi (fino al 20.12.2017) - Vilma Moronese (dal 21.12.2017) | - Luis Alberto Orellana (fino al 31.07.2013) - Elisa Bulgarelli (fino al 29.09.2013) - Mario Michele Giarrusso (dal 1.08.2013 al 9.01.2014) - Gianluca Castaldi (dal 30.09.2013 al 13.04.2014 e dal 12.05.2016 al 12.09.2016) - Francesco Molinari (dal 10.01.2014 al 13.04.2014) - Laura Bottici (dal 14.04.2014 al 14.07.2014) - Elena Fattori (dal 14.04.2014 al 14.07.2014) - Andrea Cioffi (fino al 15.10.2014, dal 22.04.2015 al 23.07.2015 e dal 20.12.2016 al 27.03.2017) - Bruno Marton (fino al 15.10.2014) - Nunzia Catalfo (fino al 15.01.2015) - Marco Scibona (fino al 15.01.2015) - Carlo Martelli (fino al 22.04.2015 e dal 2.11.2015 al 2.02.2016) - Paola Taverna (dal 24.07.2015 al 2.11.2015) - Michela Montevecchi (dal 2.02.2016 all'11.05.2016 e dal 21.12.2017) - Stefano Lucidi (dal 13.09.2016 al 20.12.2016) - Paola Nugnes (dal 28.03.2017 al 26.06.2017) - Sergio Puglia (fino al 5.10.2017) - Vito Crimi (fino al 21.12.2017) Vicepresidenti vicari: - Bruno Marton (dal 16.01.2015 al 22.04.2015 e dal 27.06.2017 al 5.10.2017) - Michela Montevecchi (dal 22.04.2015 al 23.07.2015 e dal 28.03.2017 al 26.06.2017) - Vito Crimi (fino al 2.11.2015) - Roberto Cotti (fino al 2.02.2016) - Laura Bottici (fino all'11.05.2016) - Nunzia Catalfo (fino al 12.09.2016) - Ornella Bertorotta (fino al 19.12.2016) - Paola Taverna (fino al 27.03.2017 e dal 21.12.2017) - Vilma Moronese (dal 5.10.2017 al 21.12.2017) | - Maria Mussini (fino al 29.09.2013) - Monica Casaletto (fino al 9.01.2014) - Lorenzo Battista (fino al 26.02.2014) - Manuela Serra (dal 14.04.2014 al 15.10.2014) - Michela Montevecchi (fino al 22.04.2015) - Vilma Moronese (fino al 2.11.2015) - Rosetta Enza Blundo (fino al 2.02.2016) - Vito Crimi (fino al 12.09.2016 e dal 21.12.2017) - Sergio Puglia (fino al 19.12.2016 e dal 5.10.2017) - Gianluca Castaldi (fino al 26.06.2017) - Giovanna Mangili (fino al 4.10.2017) Segretari d'aula: - Vito Rosario Petrocelli (dal 14.04.2014 al 14.07.2014) - Luigi Gaetti (fino al 22.04.2015) - Vincenzo Santangelo (dal 22.04.2015) | - Sergio Puglia (fino al 29.09.2013) - Giuseppe Vacciano (fino al 7.01.2015) - Manuela Serra (fino al 2.11.2015) - Vito Rosario Petrocelli (fino al 19.12.2016) - Stefano Lucidi (dal 20.12.2016)                                                       |
| Scelta Civica | | | |
| - Mario Mauro (fino al 7.05.2013) - Gianluca Susta (dall'8.05.2013 al 5.11.2013) - Lucio Romano (dal 6.11.2013) | - Antonio De Poli (fino al 13.05.2013) - Lucio Romano (dal 14.05.2013 al 6.11.2013) - Salvatore Di Maggio (dal 12.12.2013) - Aldo Di Biagio (dal 20.11.2014) Vicepresidenti vicari: - Gianluca Susta (fino al 7.05.2013) - Alessandro Maran (dal 14.05.2013 al 9.12.2013) - Aldo Di Biagio (dal 12.12.2013 al 19.11.2014) | - Stefania Giannini (fino al 9.12.2013) Segretario d'aula: - Angela D'Onghia (dal 12.12.2013) | – |
| Lega Nord | | | |
| - Massimo Bitonci (fino al 2.07.2014) - Gian Marco Centinaio (dall'8.07.2014) | - Sergio Divina (fino al 23.02.2015) - Raffaele Volpi (fino al 14.07.2014) - Erika Stefani (dal 15.07.2014) Vicepresidente vicario: - Stefano Candiani (dal 15.07.2014) | – | – |
| Per le Autonomie | | | |
| - Karl Zeller | - Vittorio Fravezzi (dal 19.03.2013 al 25.03.2014) - Claudio Zin (dal 9.07.2013) - Enrico Buemi (dal 26.03.2014 al 20.11.2017) - Albert Lanièce - Franco Panizza (dal 5.04.2017) Vicepresidente vicario: - Vittorio Fravezzi | - Hans Berger | – |
| Grandi Autonomie e Libertà | | | |
| - Mario Ferrara | - Giovanni Bilardi (fino al 14.11.2013) - Vincenzo D'Anna (dal 27.11.2013 al 28.07.2015) | - Giovanni Mauro | - Giuseppe Compagnone (dal 30.04.2013 al 28.07.2015) - Giuseppe Ruvolo (dal 29.07.2015 al 2.10.2015) - Paolo Naccarato (dal 6.10.2015 al 13.04.2016) - Michelino Davico (dal 14.04.2016 al 23.05.2017) - Bartolomeo Pepe (dal 23.05.2017 al 22.03.2018) |
| Area Popolare | | | |
| - Maurizio Sacconi (fino al 5.02.2015) - Renato Schifani (dall'11.02.2015 al 19.07.2015) - Laura Bianconi (dal 20.07.2016) | - Federica Chiavaroli (dal 22.11.2013 al 19.07.2016) - Laura Bianconi (dal 5.03.2015 al 20.07.2016) - Ulisse Di Giacomo (dal 20.07.2016 al 24.05.2017) - Pippo Pagano (dal 20.07.2016) | – | - Bruno Mancuso (fino al 13.11.2017) |
| ALA | | | |
| - Lucio Barani | - Eva Longo Vicepresidente vicario: - Eva Longo | - Ciro Falanga | - Giuseppe Compagnone (fino all'11.12.2017) - Pietro Langella (dal 12.12.2017) |
| Articolo 1 | | | |
| - Maria Cecilia Guerra | - Federico Fornaro | - Carlo Pegorer | - Federico Fornaro |
| Noi con l'Italia | | | |
| - Lucio Tarquinio (fino al 15.01.2018) - Antonio Scavone (dal 16.01.2018) | - Patrizia Bisinella | – | - Lucio Tarquinio (dal 16.01.2018) |
| IDeA-PLI | | | |
| - Gaetano Quagliariello | - Serenella Fucksia Vicepresidente vicario: - Anna Cinzia Bonfrisco | – | - Michelino Davico |
| Conservatori e Riformisti | | | |
| - Cinzia Bonfrisco | – | – | - Lucio Tarquinio |
| Misto | | | |
| - Loredana De Petris | - Maria Mussini | - Massimo Cervellini | - Luciano Uras |